# Bazyle

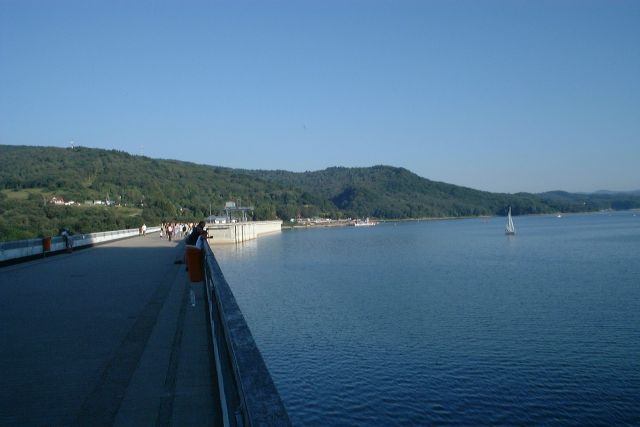
Zapora i Zalew Soliński, w tle osada Jawor

Bazyle – część wsi Bóbrka  w Polsce położona w województwie podkarpackim, w powiecie leskim, w gminie Solina. 
W latach 1975–1998 Bazyle administracyjnie należało do województwa krośnieńskiego.